# Xenia Knoll
Pour les articles homonymes, voir Knoll (homonymie).
Xenia Knoll, née le 2 septembre 1992 à Bienne, est une joueuse de tennis suisse.

## Carrière
En 2016, la Suissesse remporte deux titres WTA en double à Rabat et Gstaad ainsi que le WTA 125 de Bol. Durant sa carrière, elle atteint également la finale de sept autres tournois en double, dont un Premier début 2017.
Knoll a joué une rencontre avec l'équipe de Suisse de Fed Cup en 2015.

## Palmarès

### Titres en double dames
| No | Date       | Nom et lieu du tournoi            | Catégorie | Dotation  | Surface      | Partenaire        | Finalistes                  | Score            |          |
| -- | ---------- | --------------------------------- | --------- | --------- | ------------ | ----------------- | --------------------------- | ---------------- | -------- |
| 1  | 25-04-2016 | GP Princesse Lalla Meryem Rabat   | Intern'l  | 250 000 $ | Terre (ext.) | Aleksandra Krunić | Tatjana Maria Raluca Olaru  | 6-3, 6-0         | Parcours |
| 2  | 11-07-2016 | Ladies Championship Gstaad Gstaad | Intern'l  | 250 000 $ | Terre (ext.) | Lara Arruabarrena | Annika Beck Evgeniya Rodina | 6-1, 3-6, [10-8] | Parcours |

### Finales en double dames
| No | Date       | Nom et lieu du tournoi                          | Catégorie | Dotation  | Surface         | Vainqueures                            | Partenaire        | Score            |          |
| -- | ---------- | ----------------------------------------------- | --------- | --------- | --------------- | -------------------------------------- | ----------------- | ---------------- | -------- |
| 1  | 18-04-2016 | TEB BNP Paribas Istanbul Cup Istanbul           | Intern'l  | 250 000 $ | Terre (ext.)    | Andreea Mitu İpek Soylu                | Danka Kovinić     | Forfait          | Parcours |
| 2  | 06-06-2016 | Ricoh Open Bois-le-Duc                          | Intern'l  | 250 000 $ | Gazon (ext.)    | Oksana Kalashnikova Yaroslava Shvedova | Aleksandra Krunić | 6-1, 6-1         | Parcours |
| 3  | 30-01-2017 | St. Petersburg Ladies Trophy Saint-Pétersbourg  | Premier   | 776 000 $ | Dur (int.)      | Jeļena Ostapenko Alicja Rosolska       | Darija Jurak      | 3-6, 6-2, [10-5] | Parcours |
| 4  | 09-10-2017 | Upper Austria Ladies Linz Linz                  | Intern'l  | 250 000 $ | Dur (int.)      | Kiki Bertens Johanna Larsson           | Natela Dzalamidze | 3-6, 6-3, [10-4] | Parcours |
| 5  | 23-04-2018 | TEB BNP Paribas Istanbul Cup Istanbul           | Intern'l  | 250 000 $ | Terre (ext.)    | Liang Chen Zhang Shuai                 | Anna Smith        | 6-4, 6-4         | Parcours |
| 6  | 10-09-2018 | Coupe Banque Nationale présentée par IGA Québec | Intern'l  | 226 750 $ | Moquette (int.) | Asia Muhammad Maria Sanchez            | Darija Jurak      | 6-4, 6-3         | Parcours |
| 7  | 07-10-2019 | Upper Austria Ladies Linz Linz                  | Intern'l  | 226 750 $ | Dur (int.)      | Barbora Krejčíková Kateřina Siniaková  | Barbara Haas      | 6-4, 6-3         | Parcours |

### Titre en double en WTA 125
| No | Date       | Nom et lieu du tournoi | Catégorie | Dotation  | Surface      | Partenaire   | Finalistes              | Score    |          |
| -- | ---------- | ---------------------- | --------- | --------- | ------------ | ------------ | ----------------------- | -------- | -------- |
| 1  | 31-05-2016 | Bol Open Bol           | WTA 125   | 125 000 $ | Terre (ext.) | Petra Martić | Raluca Olaru İpek Soylu | 6-3, 6-2 | Parcours |

## Parcours en Grand Chelem

### En simple
N'a jamais participé à un tableau final.

### En double dames
| Année | Open d'Australie              | Open d'Australie       | Internationaux de France      | Internationaux de France    | Wimbledon                    | Wimbledon                 | US Open                      | US Open                  |
| ----- | ----------------------------- | ---------------------- | ----------------------------- | --------------------------- | ---------------------------- | ------------------------- | ---------------------------- | ------------------------ |
| 2016  | -                             | -                      | 1er tour (1/32) Klaudia Jans  | A. Krunić M. Lučić          | 2e tour (1/16) Alizé Cornet  | A. Hlaváčková L. Hradecká | 1er tour (1/32) J. Janković  | S. Stosur Zhang S.       |
| 2017  | -                             | -                      | 1er tour (1/32) N. Stojanović | I.-C. Begu Zheng S.         | 1er tour (1/32) Alizé Cornet | Chan Y.-j. M. Hingis      | 1er tour (1/32) Alizé Cornet | L. Hradecká K. Siniaková |
| 2018  | 1er tour (1/32) N. Dzalamidze | T. Babos K. Mladenovic | 1er tour (1/32) Anna Smith    | I.-C. Begu M. Buzărnescu    | 1er tour (1/32) A. Smith     | R. Atawo A.L. Grönefeld   | 1er tour (1/32) Darija Jurak | Hsieh S.-w. A. Sabalenka |
| 2019  | —                             | —                      | 2e tour (1/16) A. Anisimova   | A.-L. Friedsam L. Siegemund | —                            | —                         | —                            | —                        |

Sous le résultat, la partenaire ; à droite, l'ultime équipe adverse.

### En double mixte
| Année | Open d'Australie | Open d'Australie | Internationaux de France | Internationaux de France | Wimbledon                  | Wimbledon                 | US Open | US Open |
| ----- | ---------------- | ---------------- | ------------------------ | ------------------------ | -------------------------- | ------------------------- | ------- | ------- |
| 2017  | -                | -                | -                        | -                        | 1er tour (1/32) A. Molteni | K. Flipkens P. Petzschner | -       | -       |
| 2018  | -                | -                | -                        | -                        | 1er tour (1/32) P. Oswald  | B. Mattek-Sands M. Bryan  |         |         |

Sous le résultat, le partenaire ; à droite, l'ultime équipe adverse.

## Parcours en Fed Cup
| #                                                            | Date       | Lieu        | Surface    | Gagnante(s)                      | Perdante(s)                   | Score            |          |
|                                                              |            |             |            |                                  |                               |                  |          |
| 2015 - 1er tour (groupe mondial II) - Suède - Suisse - 1 : 3 |            |             |            |                                  |                               |                  |          |
| 1                                                            | 07/02/2015 | Helsingborg | Dur (int.) | Johanna Larsson Rebecca Peterson | Viktorija Golubic Xenia Knoll | 5-7, 6-2, [10-5] | Parcours |

## Classements WTA en fin de saison
| Année          | 2009 | 2010 | 2011 | 2012 | 2013 | 2014 | 2015 | 2016 | 2017 | 2018 | 2019 | 2020 | 2021 | 2022 | 2023 |
| Rang en simple | 857  | 884  | 557  | 757  | 369  | 275  | 356  | 605  | 794  | 919  | 763  | 902  | 1178 | –    | –    |
| Rang en double | –    | –    | 615  | 436  | 270  | 176  | 125  | 53   | 60   | 71   | 86   | 89   | 256  | 182  | 268  |

Source : (en) Classements de Xenia Knoll sur le site officiel de la Fédération internationale de tennis